# Hansabank

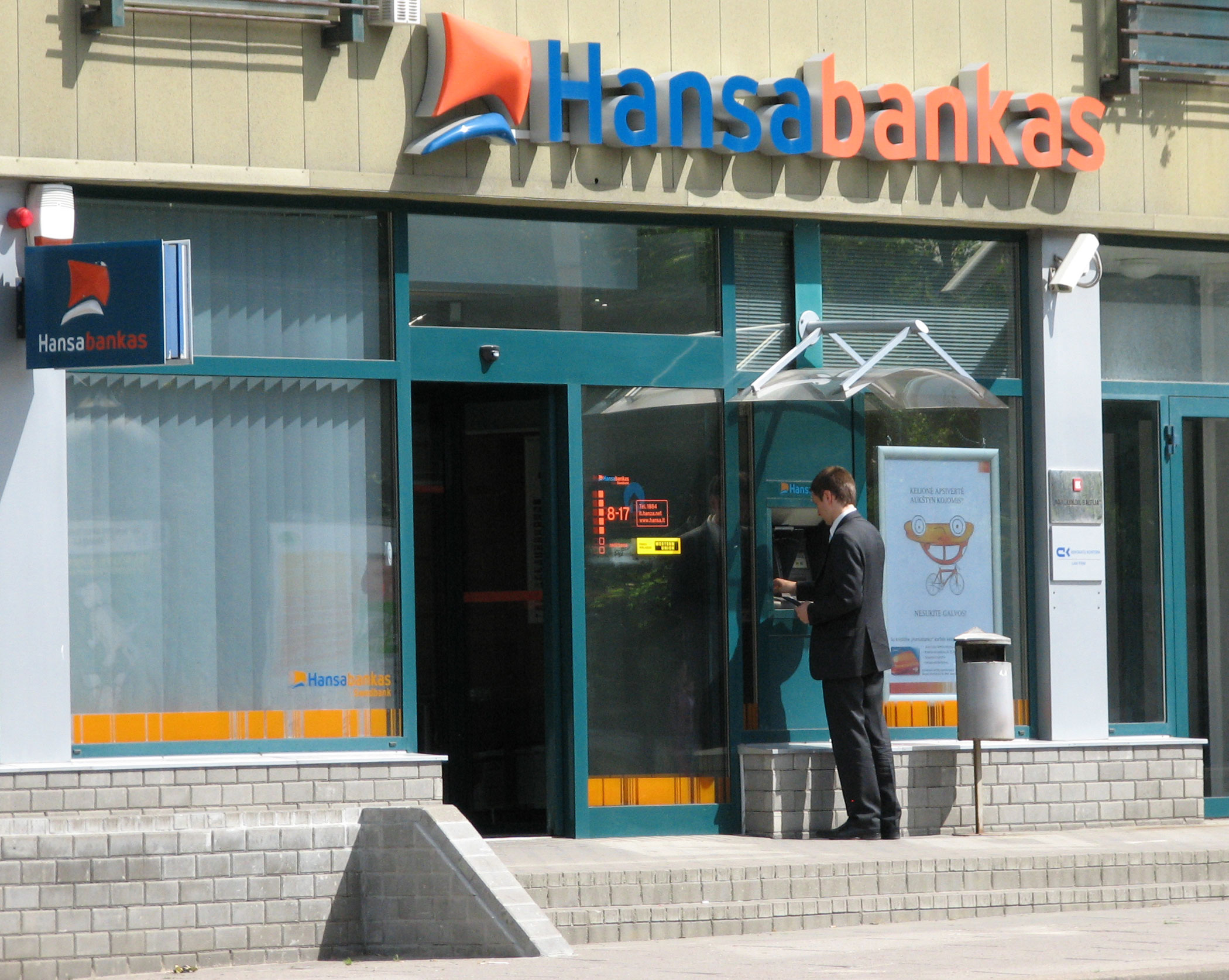
Ett Hansabankas-kontor i Vilnius.

Hansabank var namnet på en bank med verksamheter i Estland, Lettland och Litauen. Den ägs sedan 1998 av Swedbank.
Hansabank startades i Estland 1991 som en del av Tartu Kommertspank. År 1992 blev man en självständig bank och en expansion i Estland och Lettland och Litauen tog vid. Företaget hade därför tre olika namn: Hansapank (Estland), Hansabanka (Lettland) och Hansabankas (Litauen). Internationellt använde man sig av namnet Hansabank. År 1996 skapades Hansabank Group för att samla de olika delarna. Hansabank är den största banken i Baltikum med 6 000 anställda och 2,6 miljoner kunder. År 1998 gick Föreningssparbanken (sedermera Swedbank) in som delägare och äger idag hela koncernen. Sedan hösten 2008 heter bankerna Swedbank även i de baltiska staterna.
De främsta konkurrenterna är SEB Eesti Ühispank, SEB Unibanka och SEB Vilniaus bankas som ägs av SEB.